# National Highway 56
National Highway 56 (NH 56) ist eine Hauptfernstraße im Bundesstaat Uttar Pradesh im Norden des Staates Indien mit einer Länge von 285 Kilometern. Sie beginnt in der Hauptstadt des Bundesstaats Lucknow und führt über Sultanpur und Jaunpur zur Metropole Varanasi an den NH 29.